# Рождественские хроники
«Рождественские хроники» (англ. The Christmas Chronicles) — американская рождественская комедия 2018 года режиссёра Клея Кейтиса. Главную роль исполнил Курт Рассел. Премьера состоялась 22 ноября 2018 года на Netflix.

## Сюжет
В Лоуэлле, штат Массачусетс, Рождество было заветной традицией в доме Пирсов в течение многих лет до 2018 года, когда отец семейства Даг, работающий пожарным, погибает на службе.
В канун Рождества его жена Клэр вынуждена заменить коллегу на работе, оставив сына Тедди присматривать за дочерью Кейт. Во время просмотра старых рождественских видео Кейт замечает, что из камина появляется странная рука. Она считает, что это Санта-Клаус, и просит Тедди помочь ей доказать, что он существует.

## В ролях
| Актёр                   | Роль                        |
| ----------------------- | --------------------------- |
| Курт Рассел             | Санта-Клаус                 |
| Джуда Льюис             | Тедди Пирс                  |
| Дарби Кэмп              | Кэти Пирс                   |
| Оливер Хадсон           | Дуг Пирс отец Тедди и Кэти  |
| Кимберли Уильямс-Пейсли | Клэр Пирс мать Тедди и Кэти |
| Ламорн Моррис           | офицер Джеймсон             |
| Мартин Роуч             | офицер Повенда              |
| Велла Лавелл            | Венди                       |
| Лорен Коллинз           | женщина за другим столом    |
| Стивен Ван Зандт        | Вулфи                       |
| Джеймсон Крэмер         | Фрэдди                      |
| Тони Наппо              | Чарли                       |
| Дебра Уилсон            | Ларс (озвучивание)          |
| Кэри Уолгрен            | Джоджо (озвучивание)        |
| Деби Дерриберри         | Флек (озвучивание)          |
| Джефф Теравайнен        | Винсент                     |
| Голди Хоун              | миссис Клаус                |

## Отзывы
Фильм получил смешанные оценки кинокритиков. На сайте Rotten Tomatoes у картины 65 % положительных рецензий на основе 54 отзывов со средней оценкой 5,8 из 10. На сайте Metacritic — 52 балла из 100 на основе 10 рецензий.

## Продолжение
6 декабря 2019 года стало известно о планах по выпуску продолжения фильма. Премьера состоялась в 2020 году.